# Keur Moussa
Keur Moussa ist eine Gemeinde (commune) im Département Thiès der Region Thiès, gelegen im zentralen Westen Senegals. Sie ist Sitz der Präfektur des Arrondissement de Keur Moussa und besteht aus dem namensgebenden Hauptort (chef-lieu) sowie weiteren Dörfern (villages) und Weilern (hameaux).

## Geographische Lage
Keur Moussa liegt zwischen den Städten Pout und Sébikotane an der Grenze zur Metropolregion Dakar, 37 Kilometer östlich von Dakar und 20 Kilometer westlich der Regionalpräfektur Thiès. Das Stadtgebiet hat eine Fläche von 221,10 km² und umschließt das Gebiet der Stadt Pout als Enklave. Benachbarte Kommunen sind im Uhrzeigersinn Diender und Mont Rolland im Norden, Fandène (Kragengemeinde rund um Thiès) im Osten, Notto und Diass im Süden und im Westen Diamniadio, Sébikotane, noch einmal Diamniadio und schließlich Bambylor.

## Geschichte
Am westlichen Ortsrand des Hauptortes wurde 1963 das Benediktinerkloster Keur Moussa gegründet.
Im Jahr 1990 wurde die Landgemeinde communauté rurale de Pout, die neben vielen anderen Ortschaften auch Keur Moussa umfasste, aufgelöst, weil ihr Hauptort Pout aus dem Umland herausgelöst wurde und den Status einer städtischen Gemeinde (commune) erhielt. Die Landgemeinde führte nach dem neuen Hauptort den Namen communauté rurale de Keur Moussa und erhielt 2014, wie in Senegal alle communautés rurales, den landesweit einheitlichen Status einer Gemeinde (commune).

## Bevölkerung
Die letzten Volkszählungen ergaben jeweils folgende Einwohnerzahlen:
| Jahr | Einwohner |
| ---- | --------- |
| 2002 | 14.463    |
| 2013 | 39.850    |
| 2023 | 61.707    |

## Verkehr
Die Nationalstraße N 2 führt 1500 Meter südlich des Hauptortes durch das Gemeindegebiet von Keur Moussa. Sie verbindet in einem großen Bogen, zunächst in einigem Abstand der Grande-Côte und dann dem linken Senegalufer folgend, die Metropolregion Dakar mit den Städten Thiès, Tivaouane, Kébémer, Louga, Saint-Louis, Richard Toll, Dagana, Ourossogui und zuletzt Kidira an der malischen Grenze. Parallel zur N2 verläuft die Bahnstrecke Dakar–Niger, die für den Güterverkehr im Erdnussbecken und mit dem Nachbarland Mali von Bedeutung ist.
Im Süden des Gemeindegebietes das bislang einzige Autobahndreieck Senegals, der Échangeur A1-A2. Hier zweigt die mautpflichtige Autoroute 2 von der Autoroute 1 ab. Direkt südlich der Autobahn A1 liegt der Flughafen Dakar-Blaise Diagne.